# 埃斯塔托 (北卡羅萊納州)
埃斯塔托（英語：Estatoe）是位於美國北卡羅萊納州米切爾縣的非建制地區。

## 歷史
埃斯塔托的郵局於1880年設立，其後於1951年停運。

## 地理
埃斯塔托所處的海拔為高於海平面803米（即2634英呎），而該地所採用的時區為UTC-5，即北美东部时区（EST）。同時該地設有夏令時間，為UTC-5調快一小時，即UTC-4（EDT）。